# Radio Universitaria (Quito)
La Radio de la Universidad Central del Ecuador (conocida como Radio Universitaria), es una emisora de servicio público, con enfoque académico y cultural, que inició como estación en amplitud modulada en 2011 en Quito, Ecuador. Actualmente emite como radio online. 

## Historia

### Radio AM
El proyecto de crear una emisora para la Universidad Central del Ecuador se remonta a la década de los setenta, durante el régimen de facto del General Guillermo Rodríguez Lara. Sin embargo, la pretensión de obtener una frecuencia en AM y otra en FM tuvo varias largas, primero durante la dictadura y también luego del retorno a la democracia, épocas en las que las concesiones al sector privado tuvieron prioridad.
En 2007, la presentación de un nuevo proyecto al Consejo Nacional de Radio y Televisión (Conartel) por parte de Sammy De la Torre, primer director de la estación, sumado a las gestiones realizadas por el entonces decano de la Facultad de Comunicación Social, Fernando López, lograron que en 2009 el Consejo concediera un año de plazo para la presentación del proyecto comunicacional de la radio de servicio público, así como la instalación de antenas y receptores, hasta 2010. Finalmente, luego de una prórroga acordada entre la Universidad y la entidad estatal, el 17 de marzo de 2011, RUCE (como se denominó inicialmente) salió al aire con sus primeras emisiones de prueba, desarrollando posteriormente su programación, dirigida principalmente por estudiantes.

### Radio online
Tras incumplir con los requisitos técnicos que Conartel exigía a la universidad, la emisora suspendió sus emisiones en amplitud modulada en 2015. Posteriormente, se conformó un comité editorial con representantes de varias facultades de la Universidad Central del Ecuador con el fin de participar en el concurso de asignación de frecuencias para estaciones de servicio comunitario y público, convocado en 2016 por el gobierno de Rafael Correa y relanzado por el gobierno de Lenin Moreno en 2019, tras la detección de varias irregularidades. Ante la demora en el proceso, la estación ha permanecido desde entonces como radio online, transmitiendo desde sus estudios ubicados en la Dirección de Comunicación y Cultura.